# 1. polnische Panzerzugdivision
Die 1. Panzerzug-Division (polnisch: 1 Dywizjon Pociągów Pancernych, kurz: 1 d.pg.panc.) war ein Großverband des Heeres der zweiten Polnischen Republik.

## Geschichte
Im Oktober 1927 wurde die Division in der Stadt Jabłonna, im damaligen Korpsbezirk Nr. I, aufgestellt. Grundlage dafür war die Panzerzug-Ausbildungseinheit. Mit der Bekanntgabe des Befehls Nr. II vom 18. Mai 1929, wurde die Division der 1. Artilleriegruppe unterstellt. Am 19. September 1928 erklärte der Minister für Militärangelegenheiten den 29. September zum Divisionstag. Bis zum 15. Mai 1930 war die 1. Panzerzug-Division eine Eisenbahn-Pioniereinheit und wurde erst danach zu einer Panzerwaffeneinheit. Ab Februar 1934 war die Division in Friedenszeiten dem Befehlshaber der Panzertruppen unterstellt. Dies war der erste stellvertretende Minister für Militärangelegenheiten. Für die Versorgung mit Ausrüstung und Material war der zweite stellvertretende Minister für Militärangelegenheiten zuständig.
Von 1937 bis 1938 wurden drei Panzergruppenkommandos als Zwischenkommando zwischen den Einheiten des Panzerwaffenkommandos geschaffen. Ab dem 1. August 1938 wurde die 2. Panzergruppe der 3. Panzergruppe unterstellt.
Am 15. Juli 1939 verfügte die 1. Panzerzug-Division über fünf Panzerzüge, von denen drei für die Mobilmachungsreserve vorgesehen waren und der Gruppe Übung und Mobilmachung zugeordnet waren. Einer dieser Panzerzüge diente als Ausbildungszug, ein weiterer als Rangierzug. Am 24. und 25. August 1939 kam es zur Alarmmobilisierung. Gemäß dem internen Mobilisierungsplan W wurden drei Panzerzüge integriert und erhielten neue Panzerzugnummern. Darunter zählten der Panzerzug Danuta (Nr. 11), Panzerzug Poznańczyk (Nr. 12) und der Panzerzug General Sosnkowski (Nr. 13). Alle drei Panzerzüge wurden der Armee Modlin zugeteilt. Vom 31. August bis zum 2. September 1939 wurden, im Zuge der Generalmobilmachung, zwei weitere Panzerzüge mit neuen Nummern versehen. Dies waren der Panzerzug Paderewski (Nr. 14) und der Panzerzug Śmierć (Nr. 15).

### Evakuierungszug

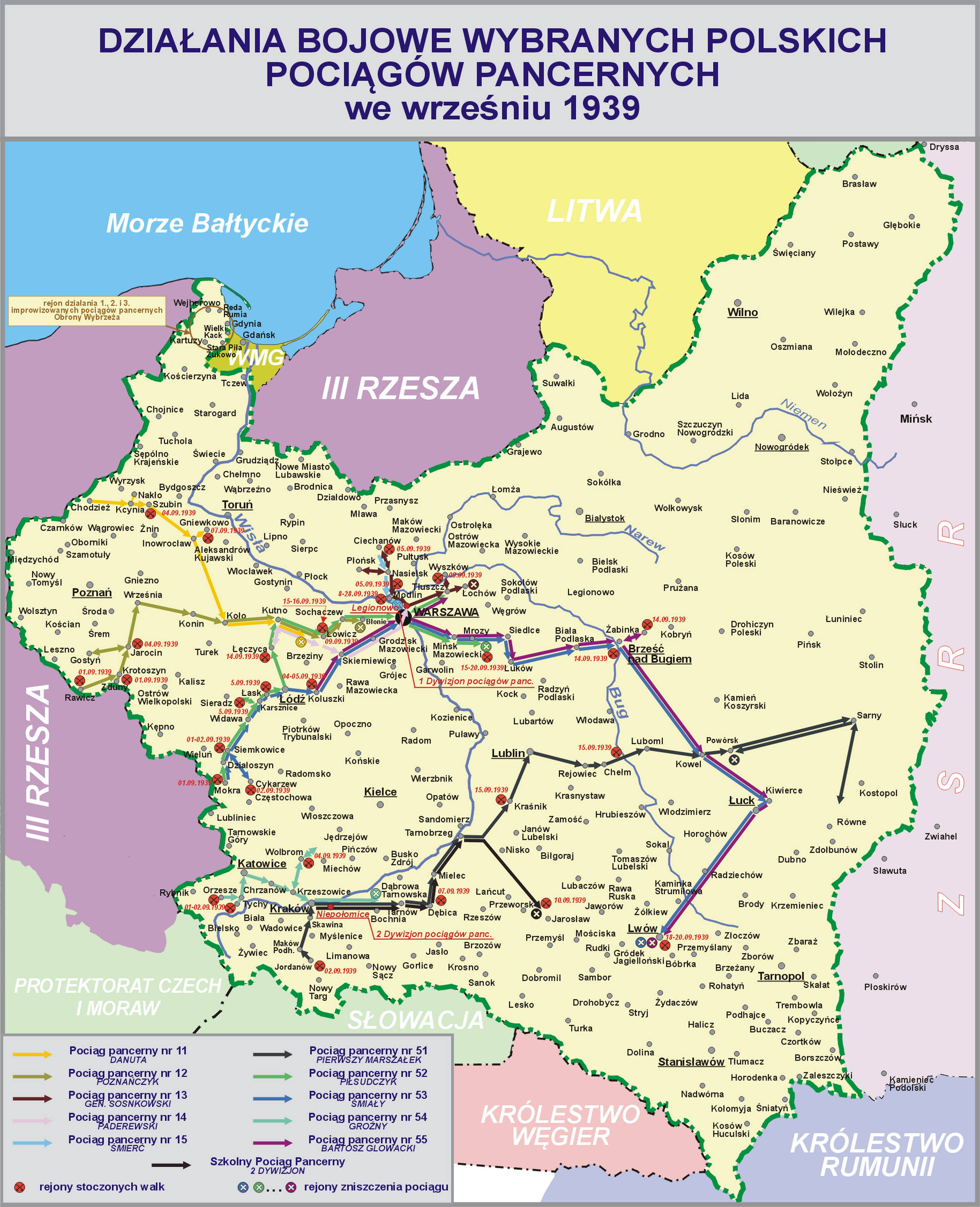
Einsatz der polnischen Panzerzüge im September 1939

Am 5. September 1939 erhielt das Divisionskommando die Informationen, das die Armee Modlin besiegt wurde und die Evakuierung von Personal und Material angeordnet wurde. Dazu stellte die Divisionen einen provisorisch zusammengestellten Zug zusammen, welcher mit mehreren Maschinengewehren und eine 7,5-cm-Kanone ausgerüstet wurde und am 7. September zur Abfahrt bereit war. Die Vorbereitungen für die Evakuierung verliefen aufgrund der Lage im Land chaotisch. Um 21 Uhr fuhr der Zug in Richtung Warschau los, verfügte aber weder für die Kanone, noch für die Maschinengewehre über Munition. Als der Zug um 8 Uhr am nächsten Tag in Warschau ankam, wurde er während eines Luftangriffs beschossen und beschädigt.
Am Abend fuhr der Zug weiter nach Rembertów und erreichte am 9. September Mińsk Mazowiecki. Am nächsten Tag geriet er in einen erneuten Luftangriff, woraufhin einige Wagen in Brand geschossen und mehrere Personen verletzt wurden. Bei einem weiteren Luftangriff am 11. September wurde der Kanonenwagen zerstört und die Besatzung getötet. In der Nacht auf den 12. September wurde der Zug, aufgrund beschädigter Gleise und Zusammenbruchs der Disziplin, in der Nähe von Siedlce verlassen und aufgelöst. Das Material fiel am gleichen Tag der Wehrmacht in die Hände.

## Banner

Banner des polnischen 3. Infanterie-Regiment, Grundsätzlicher Aufbau gleich

Auf Anordnung des damaligen Präsidenten von Polen, wurde der Division am 25. März 1938 ein Banner verliehen. Die feierliche Übergabe dieses Banners fand am 26. Mai 1938 am Pole Mokotowskie in Warschau statt. Der Minister für Militärangelegenheiten Generalmajor Tadeusz Kasprzycki übergab das Banner an den damaligen Oberbefehlshaber Oberstleutnant Jan Damasiewicz.
Das Banner sah im Grundaufbau aus wie alle anderen Banner der gepanzerten Einheiten. Anstelle einer Einheitsnummer in den weißen Bereichen wurde Schilde mit speziellen Wappen eingefügt.
- oben rechts: Wappen mit dem Bild der Schwarze Madonna von Tschenstochau
- unten rechts: Wappen mit dem Adler des Herzogtum Masowien
- unten links: Wappen mit dem Ehrenabzeichen der 1. Panzerzugdivision
- oben links: Wappen mit dem Bild des Erzengel Michael

Auf den roten Armen des Kreuzes wurden verschiedene Inschriften eingebracht.
- oben: Bobrujsk Czerwony-Brzeg 20-21.II.1918 (Bobrujsk Stadt im Mahiljouskaja Woblasz, Czerwony-Brzeg Stadt im Minskaja Woblasz)
- rechts: Warszawa 17.VIII.l920
- unten: Lwów XI.l9l8 – VI.1919
- links: Rzeczyca 13-14 V.1920

## Gedenkabzeichen
Am 8. November 1928 genehmigte der Minister für Militärangelegenheiten den Entwurf und die Vorschriften für das Gedenkabzeichen der Panzerzugdivision. Das Abzeichen bestand aus einem silbernen Helm mit einem doppelten Federbusch, eingebettet in einen Lorbeer- und Eichenkranz.

## Gliederung

### Geschwaderkommando
| Geschwaderkommandant                   | Geschwaderkommandant                 | Geschwaderkommandant     | Geschwaderkommandant         | Geschwaderkommandant |
| Spezifikation                          | Rang                                 | Ausrüstung               | Bewaffnung                   | Name |
| -------------------------------------- | ------------------------------------ | ------------------------ | ---------------------------- | --- |
| Geschwaderkommandeur                   | Oberst                               |                          |                              | Major Lucjan Bastgen (1. Oktober 1927 – April 1928) Oberstleutnant Wacław I. Gilewicz (April 1928 – März 1929) Oberstleutnant Zygmunt Michał Fischer (April 1929 – 1931) Major Ryszard Włodzimierz Zyms (1932 – März 1933) Oberstleutnant Jan Damasiewicz (März 1934 – August 1939) |
| stellvertretender Geschwaderkommandeur | Major                                |                          |                              | Major Stanisław Marceli Czerepiński (1. Oktober 1927 – Dezember 1927) Major Franciszek Busz (Januar 1930 – Januar 1931) Major Jan Damasiewicz (Januar 1931 – März 1934) Major Zdzisław Szulczewski (1939)                                                                           |
| 2× Ordonnanz                           | Schütze                              |                          | je 1× Dolch                  | |
| Kommandeursgruppe                      |                                      |                          |                              | |
| Adjutant                               | Leutnant bis Hauptmann               |                          |                              | Leutnant Mirosław Czajkowski (? – 1939) |
| Ordonnanz                              | Schütze                              |                          | 1× Dolch                     | |
| Geschwaderfeldwebel                    | 1× Oberfeldwebel 1× Feldwebel        |                          | je 1× Dolch                  | |
| Geschwaderschreiber                    | Korporal                             |                          | 1× Dolch                     | |
| Geschwadermelder                       | Oberschütze                          |                          | 1× Dolch                     | |
| Kraftfahrer                            | Korporal                             | Personenkraftwagen       | 1× Karabiner mit Bajonett    | |
| Kradmelder                             | Schütze                              | Motorrad mit Anhänger    | 1× Karabiner mit Bajonett    | |
| Quartiermeistergruppe                  |                                      |                          |                              | |
| Quartiermeister                        | Major                                |                          |                              | Major Leon Topolski (seit Januar 1931 – ?) Hauptmann Ludwik Pieńkowski (1939) |
| Ordonnanz                              | Schütze                              |                          | 1× Dolch                     | |
| Schriftführer                          | Feldwebel                            |                          | 1× Dolch                     | |
| Geschäftszimmersoldat                  | Korporal                             |                          | 1× Dolch                     | |
| Melder                                 | Oberschütze                          |                          | 1× Dolch                     | |
| 2× Kradmelder                          | Schütze                              | 2× Motorrad mit Anhänger | je 1× Karabiner mit Bajonett | |
| Personalführergruppe                   |                                      |                          |                              | |
| Personalführer                         | Hauptmann                            |                          |                              | Hauptmann Stanislaw Antoni Żytnowski (? – 1939) |
| Ordonnanz                              | Schütze                              |                          | 1× Dolch                     | |
| 2× Personalführersoldat                | 1× Oberfeldwebel 1× Zugunteroffizier |                          | je 1× Dolch                  | |
| Verwaltungs- und Materialgruppe        |                                      |                          |                              | |
| Gruppenführer                          | Hauptmann                            |                          |                              | Hauptmann Stanisław II Młodzianowski (? – 1939) |
| Ordonnanz                              | Schütze                              |                          | 1× Dolch                     | |
| stellvertretender Gruppenführer        | Fähnrich                             |                          | 1× Pistole 1× Dolch          | Fähnrich Stanisław Mysiński (? – 1939) |
| Waffenunteroffizier                    | Feldwebel                            |                          | 1× Dolch                     | |
| Materialunteroffizier                  | Feldwebel                            |                          | 1× Dolch                     | |
| stellvertretender Materialverwalter    | Zugunteroffizier                     |                          | 1× Dolch                     | |
| Materialsoldat                         | Schütze                              |                          | 1× Dolch                     | |
| Kasernenfeldwebel                      | Oberfeldwebel                        |                          | 1× Dolch                     | |
| Verpflegungsgruppe                     |                                      |                          |                              | |
| Verpflegungsoffizier                   | Hauptmann                            |                          | 1× Pistole 1× Dolch          | Hauptmann Klemens Mitręga (? – 1939) |
| Küchenunteroffizier                    | Zugunteroffizier                     |                          | 1× Dolch                     | |
| Küchensoldat                           | Oberschütze                          |                          | 1× Dolch                     | |
| Zahlmeistergruppe                      |                                      |                          |                              | |
| Zahlmeister                            | Hauptmann                            |                          |                              | |
| Ordonnanz                              | Schütze                              |                          | 1× Dolch                     | |
| Buchhalter                             | Feldwebel                            |                          | 1× Dolch                     | |
| Schreiber                              | Zugunteroffizier                     |                          | 1× Dolch                     | |
| Arztgruppe                             |                                      |                          |                              | |
| Arzt                                   | Hauptmann                            |                          |                              | Julian Mermon (?) Leutnant Stanisław Tadeusz Piliszek (? – 1939) |
| Ordonnanz                              | Schütze                              |                          | 1× Dolch                     | |